# Francina Redorta
Francina Redorta, vídua de Miquel Redorta, herbolària i remeiera també coneguda com «La bruixa de Menàrguens» va morir penjada a Lleida el 1616. Va ser acusada de tenir tractes amb el diable i d'assistir a reunions anomenades del Boc de Biterna. Va ser condemnada a mort «Per bruxa y metsinera».
Al costat d'aquesta sentència va dibuixar un retrat macabre de la seva agonia a la corda. Va ser dibuixada tal com la va ser penjada: nua de cintura cap amunt. Francina Redorta era el prototipus ideal de la cacera de bruixes al segle XVII: dona gran, pobra i vivia sola. El seu dibuix és l'únic que hi ha d'una bruixa catalana.
Va ser condemnada a morir a la forca el dia 3 d'octubre de 1616 i l'execució va tenir lloc el dia 15, a Lleida.